# Pomeni imen asteroidov: 31001–32000
Pregled pomenov imen asteroidov (malih planetov) od številke 31001 do 32000, ki jim je Središče za male planete dodelilo številko in so pozneje dobili tudi uradno ime  v skladu z dogovorjenim načinom imenovanja. Pregled je preverjen z Schmadelovim “Slovarjem imen malih planetov” (“Dictionary of Minor Planet Names”). 
Pregled pojasnjuje izvor oziroma pomen imen asteroidov, ki ga je priznala Mednarodna astronomska zveza (IAU). Nekateri asteroidi imajo imajo dodatno pojasnilo o izvoru imena, ki pa vedno ni popolnoma zanesljivo (oznaka “†” ali “‡“). Pojasnilo o izvoru imena, ki je označeno z * je potrebno preveriti ali poiskati še v “Slovarju imen malih planetov”.
| Ime                 | Začasna oznaka | Izvor imena |
| 31001–31100         | 31001–31100    | 31001–31100 |
| ------------------- | -------------- | --- |
| 31020 Skarupa       | 1996 FP1       | Valerie Skarupa, ameriški programski direktor na AMOS-u (Air Force Maui Optical and Supercomputing observatory) † |
| 31043 Sturm         | 1996 LT        | Charles-François Sturm (1803 – 1855), švicarsko-francoski matematik † |
| 31061 Tamao         | 1996 TK7       | Tamao Nakamura, japonska igralka † |
| 31065 Beishizhang   | 1996 TZ13      | Shi-Zhang Bei (rojen 1903), kitajski biofizik, član Kitajske akademije znanosti, ob 100. obletnici njegovega rojstva † |
| 31086 Gehringer     | 1997 AT17      | Tom Gehringer, ameriški učitelj † Arhivirano 2007-09-28 na Wayback Machine. |
| 31097 Nucciomula    | 1997 JM11      | Alfonso Maria Giovanni Mula, italijanski (siciljanski) umetniški kritik, pesnik in pisatelj, ustanovitelj Mednarodne Empedoklove akademije za kulturno in filozofsko raziskovanje (Empedocles International Academy of Culture and Philosophical Investigation), v letu 1994 je prejel nagrado Premio Telemone za literaturo † |
| 31098 Frankhill     | 1997 LQ2       | Frank Hill (1906 – 1993), ameriški astronom in helioseizmolog † |
| 31101–31200         |                | |
| 31109 Janpalouš     | 1997 PL4       | Jan Palouš, češki astronom na Astronomskem inštitutu (Astronomický Ústav) Akademije znanosti Češke republike (Akademie věd České republiky), pogajalec pri pogajanjih za pristop Češke k Evropskemu južnemu observatoriju (European Southern Observatory) †                                                                    |
| 31110 Clapas        | 1997 PN4       | Clapàs, okcitanska beseda za « skalni okrušek », sedaj je to vzdevek za Montpellier v Franciji † |
| 31113 Stull         | 1997 QC        | John Stull, ameriški izdelovalec teleskopov, zgradil je observatorij na Alfredovi univerzi † |
| 31122 Brooktaylor   | 1997 SD        | Brook Taylor (1685 – 1731), britanski matematik † |
| 31139 Garnavich     | 1997 SJ34      | Peter M. Garnavich, ameriški opazovalni astrofizik in pridruženi profesor na Univerzi Notre Dame (University of Notre Dame), Indiana, ZDA † |
| 31147 Miriquidi     | 1997 UA4       | sinonim za Erzgebirge, izraz iz 10. stoletja za Staro Saško, beseda pomeni "nedostopen velik in temen gozd" † |
| 31189 Tricomi       | 1997 YZ7       | Francesco Giacomo Tricomi (1897 – 1978), italijanski matematik † |
| 31190 Toussaint     | 1997 YB12      | Roberta Marie Toussaint, ameriška eksperimentalna fizičarka † |
| 31192 Aigoual       | 1997 YH16      | gora Aigoual, najvišja gora (1567 m) v pogorju Cévennes v južni Franciji † |
| 31201–31300         |                | |
| 31203 Hersman       | 1998 AO9       | Chris Becker Hersman, ameriški sistemski inženir misije vesoljskega plovila New Horizons , ki je namenjeno letu do Plutona in njegove lune Harona † |
| 31231 Uthmann       | 1998 CA        | Barbara Uthmann (1514 – 1575), nemška poslovna ženska, govori se, da je pripeljala izdelavo čipk v gorovje Erzgebirge na Saškem † |
| 31232 Slavonice     | 1998 CF        | mesto Slavonice, Češka † |
| 31238 Kroměříž      | 1998 DT1       | mesto Kroměříž, Moravska, Češka, vrtovi in grad pripadajo Unescovi svetovni dediščini † |
| 31239 Michaeljames  | 1998 DV1       | Michael James, ameriški visokošolski učitelj angleščine † |
| 31240 Katrianne     | 1998 DB2       | Katrin Susanne Lehmann, nemška učiteljica fizike in astronomije, žena odkritelja † |
| 31267 Kuldiga       | 1998 ES14      | mesto Kuldiga, Latvija † |
| 31268 Welty         | 1998 FA        | Sandra Welty, ameriška visokošolska učiteljica angleščine † |
| 31301–31400         |                | |
| 31323 Lysá hora     | 1998 HC29      | gora Lysá hora, najvišja gora (1323 m) v pogorju Beskidov, Češka † |
| 31324 Jiřímrázek    | 1998 HR31      | Jiří Mrázek, 20th-century češki geofizik, televizijski in radijski popularizator astronavtike, astronomije, računalništva in drugih ved † |
| 31338 Lipperhey     | 1998 HX147     | Hans Lipperhey (1570 – 1619), nizozemski izdelovalec optičnih leč in prvi, ki je patentiral uporabni teleskop † |
| 31401–31500         |                | |
| 31414 Rotarysusa    | 1999 AV22      | Rotary Club, Val Susa, Italija † Arhivirano 2008-08-01 na Wayback Machine. |
| 31442 Stark         | 1999 CY1       | Lawrence W. Stark, ameriški upokojeni profesor fiziološke optike † |
| 31458 Delrosso      | 1999 CG16      | Renzo Del Rosso, italijanski ljubiteljski astronom † Arhivirano 2008-08-01 na Wayback Machine. |
| 31501–31600         |                | |
| 31555 Wheeler       | 1999 EV2       | John Archibald Wheeler (1911 – 2008), ameriški teoretični fizik † |
| 31601–31700         |                | |
| 31605 Braschi       | 1999 GM4       | Nicoletta Braschi (rojena 1960), italijanska igralka † |
| 31650 Frýdek-Místek | 1999 HW        | Frýdek-Místek, mesto-dvojček na meji med Šlezijo in Moravsko, Češka, tu je bil odkriteljev otroški dom † |
| 31664 Randiiwessen  | 1999 JR2       | Randii Wessen, ameriški programski inženir na Laboratoriju za reaktivni pogon\|JPL (Jet Propulsion Laboratory) † |
| 31665 Veblen        | 1999 JZ2       | Oswald Veblen (1880 – 1960), ameriški matematik † |
| 31671 Masatoshi     | 1999 JY7       | Masatoši Nakamura, japonski igralec in pevec † |
| 31801–31900         |                | |
| 31823 Viète         | 1999 TN3       | François Viète (1540 – 1603), francoski pravnik in matematik, izumitelj modernega algebraičnega označevanja † |
| 31824 Elatus        | 1999 UG5       | Elat, mitološki kentaver, ki je bil ubit med bitko s Herkulom z zastrupljeno puščico, ki je šla skozi njegovo roko in je nadaljevala pot tako, da je ranila Kirona v koleno † |
| 31872 Terkán        | 2000 EL106     | Lajos Terkán, član Observatorija Konkoly (Konkoly Obszervatórium v Budimpešti, Madžarska), ki je predlagal fotografsko opazovanje kometov in asteroidov na tem observatoriju † |
| 31901–32000         |                | |
| 31931 Sipiera       | 2000 GW82      | Paul P. Sipiera, ameriški planetarni geolog in strokovnjak za meteorje † |
| 31956 Wald          | 2000 GA133     | Abraham Wald (1902 – 1950), ameriški statistik † |
| 31982 Johnwallis    | 2000 HS20      | John Wallis (1616 – 1703), britanski matematik, izumitelj simbola ∞ za neskončnost † |

| Predhodnik: 30001–31000 | Pomeni imen asteroidov Seznam asteroidov (31001-31250) Seznam asteroidov (31251-31500) Seznam asteroidov (31501-31750) Seznam asteroidov (31751-32000) | Naslednik: 32001–33000 |